# دانست (مجموعة تأدية عروض)
دانست (بالدنماركية: Dunst) هي مجموعة مثلية لفن الأداء ومجموعة حراك ونشاط في العاصمة الدنماركية كوبنهاغن. بدأت المجموعة مسيرتها عام 2001 كشبكة غير رسمية، ولكن بدأت منذ عام 2004 بالعمل رسمياً كجمعية. ومن بين مشاريعها ونشاطاتها أداء عروض فنية، وأمسيات، وعروض، وأمسيات سينمائية، بالإضافة إلى النشاط الحزبي والخروج في مظاهرات سياسية، وكذلك البرامج التلفزيونية والإذاعية. والاسم يعني «رائحة» بالدنماركية.

## الأنشطة
تعاملت مجموعة دانست خلال عام 2003 مع غاي هاوس في كريستيانيا. كانت الفعاليات والحفلات في غاي هاوس منتشرة بين المثليين في كوبنهاغن، ولكن تزعم دانست بأنها تلقت شكاوى وتهديدات من سكان كريستيانيا انتقلت على فورها منه.
بثت دانست ستة حلقات من برنامجه التلفزيوني الخاص على قناة تلفزيونية محلية في كوبنهاغن خلال عام 2003، غير أن الشبكة رفضت بث حلقة تظهر فنانًا واحدًا يأكل البراز ومن ثم يحظر دانست من منشآتها. تبث المجموعة برنامجًا إذاعيًا أسبوعيًا على شبكة التلفزيون الكبلي المحلية وقد لاقت المجموعة بعض الاهتمام الدولي، لا سيما في برلين بألمانيا.
يتميز أسلوب الجمعية بكونه ساخرا وغريبا أحيانا وخاصة في عروض تمثيل الرجال بملابس نسائية.